# 村田毅
村田毅（むらた つよし、1988年12月15日 - ）は、ラグビー指導者、元ラグビーユニオン選手。

## 家族
- 祖父は画家の村田省蔵。父は建築家の村田琢真。母は、元うたのおねえさんでシンガーソングライターのしゅうさえこ。兄はミュージシャンの村田匠。

## 略歴
神奈川県横浜市出身。2007年、慶應志木高校卒業後、慶應義塾大学入学。大学時代にU20日本代表メンバーに選ばれた。
2011年、NECグリーンロケッツ(現・NECグリーンロケッツ東葛)に加入。
同年10月29日に行われたジャパンラグビートップリーグ第1節の神戸製鋼コベルコスティーラーズ戦に途中出場で公式戦初出場を果たす。徐々にスタメンとして出場するようになりチーム初のプレーオフトーナメント進出に貢献。
2012年、アジア五カ国対抗2012で初めて日本代表に選出された。
2015年4月18日に行われた2015年アジアラグビーチャンピオンシップ第1戦韓国戦で途中出場ながら日本代表初キャップを獲得した。そして同年8月にはラグビーワールドカップ2015のバックアップメンバーに選出された。また同年12月にはスーパーラグビーの日本チームサンウルブズの2016年スコッドに入った。
2017年、2015年以降チームでの出場機会が減少していた事もあり当時下部リーグ所属だった日野自動車レッドドルフィンズに移籍加入。移籍初年度末のトップリーグ入替戦でNTTドコモレッドハリケーンズに勝利し念願のトップリーグ初昇格を果たすと、次年度より二年間チームの主将を務めた。。
2022年、花園近鉄ライナーズに加入。2025年5月、引退。
2025年7月から花園近鉄ライナーズでフォワードコーチを務める。

## MV出演
- Carnavacation「だれも知らない」[12]。